# Квирин фон Насау
Квирин фон Насау (на немски: Quirin von Nassau; † 16 август 1538) е благородник от Насау, дворцов майстер в Трир. Той не е роднина с род Насау.
Той е син на Хайнрих фон Насау, губернатор на Велмих († 1485/1486) и съпругата му Анна фон Зеелбах-Квадфас († сл. 1490), дъщеря на Кристиан фон Зеелбах-Квадфас и Сибила Бок фон Палстеркамп. Внук е на Емерих фон Насау († сл. 1445) и Анна (Енегин) фон Идщайн († сл. 1443). Правнук е на Хайнрих фон Насау († 1427) и Гута Рьодел фон Райфенберг. Брат е на Йохан фон Насау, господар на Шпуркенбург († 1533).
Братята Квирин и Йохан фон Насау купуват през 1503 г. собствености на род Хелфенщайн.
Квирин фон Насау умира на 16 август 1538 г. и е погребан във Велмих на Рейн. Последният от тази линия Хайнрих фон Насау-Шпоркенбург († 1601) е хор-епископ на Диткирхен.

## Фамилия
Квирин фон Насау се жени 1525 г. за Елизабет фон Щафел (* 31 май 1506; † сл. 28 януари 1562), дъщеря на Вилхелм фон Щафел и Маргарета Волф фон Спонхайм. Те имат децата:
- Катарина фон Насау, омъжена 1557 г. за Лубенц Фрай фон Дерн († 12 юли 1568 – 8 септември 1569); родители на:
  - Анна Фрай фон Дерн († 1625), омъжена на 22 ноември 1579 г. за Ханс Дитрих фон Метерних (* 1553; † 1620 – 20 март 1625)
- Мария (Маргарета) фон Насау († сл. 1574 в Ханау), омъжена на 6 декември 1545 г. за Дитрих фон Диц, амтман на Коххайм († 25 октомврир 1574)
- Филип фон Насау (* 1530; † 18 ноември 1582 в Майнц, погребан в катедралата на Майнц), женен на 12 ноември 1560 г. за Кристина фон дер Лайен († пр. 1597); родители на:
  - Елизабет фон Насау (* ок. 1561; † сл. 1631), омъкена I. пр. 1576 г. за Йохан XI фон Хелфенщайн, гранд маршал на Трир, господар на Мюленбах († 1579), II. на 29 август 1591 г. за Лудвиг Александер фон Зьотерн, господар на Лемберг († 1612)
- Балтазар фон Насау (* 1539; † във Франция)